# Andante con moto in d-mineur
Het Andante con moto in d mineur voor orgel is een compositie van Niels Gade. Het is het oorspronkelijk tweede deel van zijn "Sonate voor orgel" uit 1852. De complete sonate stond al op papier toen Gade besloot het tweede deel weg te laten en de andere drie delen uit te laten brengen als Drei Tonstücke für Orgel. Sindsdien gaat het Andante con moto als zelfstandig werkje door het leven.  